# Kurt Tauchmann (Ethnologe)
Kurt Tauchmann (* 24. Juni 1939; † 13. Juni 2020 in Köln) war ein deutscher Ethnologe.

## Leben
Tauchmann studierte Ethnologie, Malaiologie, Slawistik und Geographie in Köln (bei Helmut Petri). 1969 wurde er mit seiner Dissertation Die Religion der Minahasa Stämme/Nordost-Celebes/Sulawesi an der Universität zu Köln promoviert. Danach arbeitete er als Assistent im Kölner Departement und als Berater der UNESCO in Paris. 1973 habilitierte er sich. Kurt Tauchmann war von 1980 bis 2004 Professor am Institut für Ethnologie der Universität zu Köln. Von 1981 bis 1982 organisierte er eine Ausstellung über die Igorot (Philippinen). Tauchmann war Professor für Kulturethnologie in Köln.

## Schriften (Auswahl)
- Die Religion der Minahasa-Stämme Nordost-Celebes/Sulawesi. Köln 1969, OCLC 715274499.
- als Herausgeber: Festschrift zum 65. Geburtstag von Helmut Petri. Köln 1973, ISBN 3-412-85873-0.
- Leitfaden zu der Ausstellung „Die Igorot: Bergvölker in den Philippinen heute“. Göttingen 1981, OCLC 75013511.
- als Herausgeber mit Fritz Schulze: Kölner Beiträge aus Malaiologie und Ethnologie zu Ehren von Frau Professor Dr. Irene Hilgers-Hesse. Bonn 1992, ISBN 3-86097-120-4.